# Euphorbia anthula
Euphorbia anthula är en törelväxtart som beskrevs av Lavrent. och Konstantinos Papanicolaou. Euphorbia anthula ingår i släktet törlar, och familjen törelväxter.
Artens utbredningsområde är Grekland. Inga underarter finns listade i Catalogue of Life.